# Mutarea bisericii Olari
Mutarea bisericii Olari este un film românesc din 1982 regizat de Slavomir Popovici.